# USS Growler (SS-215)
USS Growler (SS-215) — американская подводная лодка класса «Гато» времён Второй мировой войны. Получила название в честь разновидности большеротого окуня. За десять боевых походов лодка потопила 17 японских судов, суммарный тоннаж которых составил 74 900 тонн, и повредила 7 судов суммарным водоизмещением 34 100 тонн.

## История постройки
Подводная лодка «Гроулер» была заложена 10 февраля 1941 года на верфи Electric Boat в Гротоне. Спуск на воду состоялся 2 ноября 1941 года. Крестной матерью была Люсиль Гормли, жена вице-адмирала Роберта Гормли. Лодка поступила на службу 20 марта 1942 года под командованием Говарда Гилмора.

## Первый поход, июнь—июль 1942
В первый поход «Гроулер» вышла 29 июня 1942 года из Пёрл-Харбор для патрулирования района близ Датч-Харбор у побережья Аляски. Лодка прошла через базу Мидуэй 24 июня и 30 июня вышла в район патрулирования. Через пять дней произошло первое боевое столкновение. Обнаружив три японских эсминца, лодка приблизилась к ним в подводном положении, выпустила торпеды и всплыла. Торпеды вывели из строя две цели, третий эсминец получил попадание в носовую часть, но успел выпустить свои торпеды по «Гроулеру». Торпеды прошли мимо, лодка ушла на глубину, атаки глубинными бомбами не последовало. В итоге эсминец «Арарэ» затонул, а «Касуми» и «Сирануи» получили серьёзные повреждения. Не найдя других целей, подлодка завершила поход 17 июля в Пёрл-Харборе.

## Второй поход, август—сентябрь 1942
5 августа 1942 года «Гроулер» начала свой второй поход, ставший наиболее успешным. 21 августа лодка достигла района патрулирования близ Формозы. Через два дня лодка предприняла ночную атаку на грузовое судно из подводного положения. Обе торпеды прошли под килем не взорвавшись, и «Гроулер» всплыла для преследования цели. Судно успело уйти на мелководье, что сделало невозможным сближение для открытия артиллерийского огня.
Патрулируя зону судоходных путей рыболовного флота, 25 августа лодка обнаружила и атаковала крупное грузо-пассажирское судно, но все три торпеды прошли мимо. Лодка была атакована глубинными бомбами — в течение трёх с половиной часов противником было сброшено 53 бомбы. После всплытия «Гроулер» практически сразу обнаружила конвой. Через два часа маневрирования догнать основной ордер конвоя не удалось, но была потоплена канонерская лодка «Сеньё-мару». Не найдя других целей в этом районе, лодка переместилась к восточному побережью острова, где 31 августа был потоплен сухогруз «Эйфуку-мару» (5866 брт). 4 сентября был потоплен транспорт «Касино» (10 360 брт). Три дня спустя лодка выпустила две торпеды по сухогрузу «Тайка-мару» (2204 брт), который в результате попадания разломился надвое и затонул через две минуты. 15 сентября «Гроулер» покинула район патрулирования и вернулась в Пёрл-Харбор 30 сентября.

## Третий поход, октябрь—декабрь 1942
Перед третьим походом лодка прошла переоснащение, получив новый радар и 20-мм зенитное орудие. В задачу «Гроулер» входило патрулирование района Соломоновых островов, в особенности — судоходных путей между островами Трук и Рабаулом. В районе продолжались интенсивные бои за Гуадалканал, и подлодка не могла действовать при практически постоянном присутствии в воздухе японской авиации — было обнаружено восемь судов, которые не удалось атаковать. «Гроулер» покинула район патрулирования 3 декабря и прибыла в Брисбен 10 декабря.

## Четвёртый поход, январь—февраль 1943
1 января 1943 года лодка вышла из Брисбена в район японских судоходных путей Трук—Рабаул. 11 января был обнаружен конвой. Маневрируя среди эскортных кораблей «Гроулер» выпустила две торпеды, потопившие грузопассажирское судно «Тифуку-мару». После атаки лодка оказалась в опасной близости от японского эсминца и была вынуждена уйти на глубину, отказавшись от дальнейшей атаки конвоя.

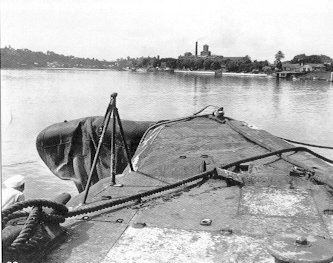
Повреждённая носовая часть подлодки.

Затем лодка ещё дважды атаковала суда противника, но без результата. 7 февраля, в 1:00, «Гроулер» скрытно подошла к канонерской лодке для атаки из надводного положения. Быстроходное судно, заметив лодку, внезапно развернулось для тарана. Возможности уйти от столкновения не оставалось, и Гилмор приказал переложить руль влево и дать полный вперёд, в результате чего «Гроулер» протаранила борт японской канонерки на скорости 17 узлов. Пятиметровая носовая часть подлодки сильно смялась в сторону левого борта. По лодке вёлся пулемётный огонь практически в упор, и командир Гилмор приказал очистить мостик. Как старший офицер он должен был последним спуститься в трюм, но не успел этого сделать, получив тяжёлое ранение. Осознавая, что задержка подвергает опасности весь экипаж, Гилмор отдал команду на срочное погружение. Лейтенант-коммандер Шейд задраил люк и выполнил приказ. За спасение экипажа ценой собственной жизни Гилмор был посмертно награждён Медалью Почёта, став первым из семи подводников Второй мировой войны, получивших эту награду. Во время этого инцидента погибли также Уилберт Флетчер Келли и Уильям Уадсворт Уильямс.
Лодка получила серьёзные повреждения, но сохранила управляемость и смогла вернуться в Брисбен 17 февраля. После ремонта подлодка получила прозвище «Кенгуру-экспресс», так как после ремонта на носовой части были закреплены две декоративных фигурки кенгуру.

## Пятый, шестой, седьмой походы
Следующие три похода были для подлодки практически безрезультатными. «Гроулер» была направлена на патрулирование района Соломоновых островов и архипелага Бисмарка, но постоянное присутствие авиации противника затрудняло поиск целей. Единственным потопленным судном стал грузопассажирский «Миядоно-мару» в пятом походе. Во время седьмого похода у лодки появились проблемы с батареями и генераторами. 27 октября 1943 года она получила приказ идти в Пёрл-Харбор, а оттуда — в Хантерс-Поинт для капитального ремонта и переоснащения.

## Восьмой поход, февраль—апрель 1944
После ремонта лодка вернулась в Тихий океан. 21 февраля 1944 года она вышла из Пёрл-Харбора и после дозаправки в Мидуэее направилась в район патрулирования. Прибытие сильно задержалось из-за вызванного тайфуном сильного волнения на море. Само патрулирование также осложнялось плохими погодными условиями, и 16 апреля «Гроулер» прибыла на базу Маджуро.

## Девятый поход, май—июль 1944
Лодка вышла из Маджуро 14 мая на патрулирование района Марианских островов, восточных Филиппинских островов, где уже начались первые сражения битвы в Филиппинском море. После встречи с подлодками USS Bang (SS-385) и USS Seahorse (SS-304) для формирования «волчьей стаи» «Гроулер» продолжила патрулирование. Было обнаружено несколько судов, но выйти на позицию атаки удалось лишь однажды — потоплено грузовое судно «Катори-мару».

## Десятый поход, август—сентябрь 1944
В десятый поход лодка вышла 11 августа из Пёрл-Харбора и присоединилась к новой «волчьей стае», получившей название «Охотники Бена» (англ. Ben's Busters) по имели служившего на «Гроулер» шкипера Бена Окли. «Гроулер» и две другие лодки, USS Sealion (SS-315) и USS Pampanito (SS-383) направились в район Формозского пролива. В поиске целей большую помощь оказала союзная авиация, и ночью 31 августа «волчья стая» атаковала конвой. Появление торпед вызвало панику на японских кораблях, открывших беспорядочный артиллерийский огонь, но ни одного потопления зафиксировано не было.
Две недели спустя, 12 сентября, «волчья стая» обнаружила второй конвой и пошла на сближение для атаки. «Гроулер» была замечена и атакована вражеским эсминцем, но лодка не стала погружаться выпустила по приближающемуся кораблю несколько торпед. Получивший тяжёлые повреждения и охваченный огнём эсминец продолжал движение. За счёт грамотного маневрирования лодке удалось избежать столкновения с горящим эсминцем, который прошёл так близко, что от сильного жара на мостике лодки частично облезла краска. Тем временем торпеды трёх подлодок поразили свои цели. По возвращении во Фримантл 26 сентября на счёт подлодок группы было записано потопление шести кораблей противника. «Гроулер» потопила эсминец «Сикинами» и фрегат «Хирадо». Удачные итоги были омрачены трагедией. «Ракуё-мару» и «Катидоки-мару», два судна, потопленных лодками «Силайон» и «Пампанито», перевозили большое количество военнопленных. Погибло 1159 человек из числа находившихся на борту «Ракуё-мару», 350 из которых успели погрузиться в шлюпки, уничтоженные позже огнём японского корабля. С «Катидоки-мару» погибло 488 человек, из них 431 военнопленный. 15 сентября подлодки вернулись к месту потопления, но им удалось спасти только 149 человек.

## Одиннадцатый поход, октябрь—ноябрь 1944
В одиннадцатый поход, ставший последним, «Гроулер» вышла из Фриматла 20 октября 1944 года вместе с лодками USS Hake (SS-256) и USS Hardhead (SS-365). 8 ноября «Волчья стая», возглавляемая «Гроулер», обнаружила конвой противника и приступила к атаке, при этом «Гроулер» и две другие подлодки находились по разные стороны ордера. Приказ начать атаку был последней радиограммой «Гроулер». Во время атаки на лодках «Хэйк» и «Хардхэд» услышали подрыв торпеды и несколько взрывов глубинных бомб. Все попытки выйти на связь с «Гроулер» в течение следующих трёх дней оказались безрезультатными. Вероятными причинами гибели подводной лодки считаются подрыв собственной торпеды или атака японских эскортных кораблей, эсминца «Сигурэ», сторожевиков «Тибури» и «CD-19».
За службу во время Второй мирой войны «Гроулер» получила восемь боевых звёзд.

## В популярной культуре
«Гроулер» стала одной из нескольких подлодок (наряду с USS Tang (SS-306), USS Bowfin (SS-287), USS Seawolf (SS-197) и USS Spadefish (SS-411)), чьи боевые походы можно воспроизвести в симуляторе подводных лодок «Silent Service» 1985 года и нескольких портах этой игры, включая версию 1989 года для Nintendo Entertainment System.